# Biot (Alpes Marítimos)
Biot é uma comuna francesa na região administrativa da Provença-Alpes-Costa Azul, no departamento Alpes Marítimos. Estende-se por uma área de 15,54 km², com 8 995 habitantes, segundo os censos de 2007, com uma densidade de 578 hab/km².